# Clastrotylus
Clastrotylus är ett släkte av mångfotingar. Clastrotylus ingår i familjen Gomphodesmidae.
Kladogram enligt Catalogue of Life:
| Clastrotylus | \| \| Clastrotylus luridus \| \| \| \| \| \| Clastrotylus sjoestedti \| \| \| \| |
|              | \| \| Clastrotylus luridus \| \| \| \| \| \| Clastrotylus sjoestedti \| \| \| \| |
|              | Clastrotylus luridus                                                             |
|              |                                                                                  |
|              | Clastrotylus sjoestedti                                                          |
|              |                                                                                  |